# How Deep Is Your Love (Calvin Harris & Disciples)
"How Deep Is Your Love" is een single van de Schotse DJ en producer Calvin Harris en het Britse productie trio Disciples. De single werd op 17 juli 2015 uitgebracht en bevat zang van de Noorse singer-songwriter Ina Wroldsen. De single piekte op de nummer-één positie in de Nederlandse Top 40.

## Achtergrondinformatie
Op 3 juni 2015, kondigde Calvin Harris een samenwerking met Disciples aan. De single lekte op 15 juli 2015 uit, twee dagen voor de officiële uitgavedatum.

## Videoclip
De bijbehorende muziekvideo van "How Deep Is Your Love", met in de hoofdrol model Gigi Hadid, geregisseerd door Emil Nava, ging op 4 augustus in première op Tidal. Op 6 augustus was de video overal te zien.

## Tracklijst
| Nr. | Titel                 | Duur |
| --- | --------------------- | ---- |
| 1.  | How Deep Is Your Love | 3:32 |

| Nr. | Titel                                                 | Duur |
| --- | ----------------------------------------------------- | ---- |
| 1.  | How Deep Is Your Love (extended mix)                  | 5:56 |
| 2.  | How Deep Is Your Love (Calvin Harris en R3hab remix)  | 4:18 |
| 3.  | How Deep Is Your Love (Chris Lake remix)              | 5:08 |
| 4.  | How Deep Is Your Love (Disciples en Unorthodox remix) | 6:04 |
| 5.  | How Deep Is Your Love (DJ Snake remix)                | 3:42 |

## Hitnoteringen

### Nederlandse Top 40
| Hitnotering: 01-08-2015 t/m 16-01-2016 | Hitnotering: 01-08-2015 t/m 16-01-2016 | Hitnotering: 01-08-2015 t/m 16-01-2016 | Hitnotering: 01-08-2015 t/m 16-01-2016 | Hitnotering: 01-08-2015 t/m 16-01-2016 | Hitnotering: 01-08-2015 t/m 16-01-2016 | Hitnotering: 01-08-2015 t/m 16-01-2016 | Hitnotering: 01-08-2015 t/m 16-01-2016 | Hitnotering: 01-08-2015 t/m 16-01-2016 | Hitnotering: 01-08-2015 t/m 16-01-2016 | Hitnotering: 01-08-2015 t/m 16-01-2016 | Hitnotering: 01-08-2015 t/m 16-01-2016 | Hitnotering: 01-08-2015 t/m 16-01-2016 | Hitnotering: 01-08-2015 t/m 16-01-2016 | Hitnotering: 01-08-2015 t/m 16-01-2016 | Hitnotering: 01-08-2015 t/m 16-01-2016 | Hitnotering: 01-08-2015 t/m 16-01-2016 | Hitnotering: 01-08-2015 t/m 16-01-2016 | Hitnotering: 01-08-2015 t/m 16-01-2016 | Hitnotering: 01-08-2015 t/m 16-01-2016 | Hitnotering: 01-08-2015 t/m 16-01-2016 | Hitnotering: 01-08-2015 t/m 16-01-2016 | Hitnotering: 01-08-2015 t/m 16-01-2016 | Hitnotering: 01-08-2015 t/m 16-01-2016 | Hitnotering: 01-08-2015 t/m 16-01-2016 | Hitnotering: 01-08-2015 t/m 16-01-2016 | Hitnotering: 01-08-2015 t/m 16-01-2016 |
| Week:                                  | 1                                      | 2                                      | 3                                      | 4                                      | 5                                      | 6                                      | 7                                      | 8                                      | 9                                      | 10                                     | 11                                     | 12                                     | 13                                     | 14                                     | 15                                     | 16                                     | 17                                     | 18                                     | 19                                     | 20                                     | 21                                     | 22                                     | 23                                     | 24                                     | 25                                     |                                        |
| -------------------------------------- | -------------------------------------- | -------------------------------------- | -------------------------------------- | -------------------------------------- | -------------------------------------- | -------------------------------------- | -------------------------------------- | -------------------------------------- | -------------------------------------- | -------------------------------------- | -------------------------------------- | -------------------------------------- | -------------------------------------- | -------------------------------------- | -------------------------------------- | -------------------------------------- | -------------------------------------- | -------------------------------------- | -------------------------------------- | -------------------------------------- | -------------------------------------- | -------------------------------------- | -------------------------------------- | -------------------------------------- | -------------------------------------- | -------------------------------------- |
| Positie:                               | 29                                     | 15                                     | 10                                     | 4                                      | 3                                      | 1                                      | 1                                      | 2                                      | 2                                      | 2                                      | 2                                      | 2                                      | 5                                      | 6                                      | 8                                      | 8                                      | 9                                      | 11                                     | 14                                     | 20                                     | 22                                     | 23                                     | 28                                     | 32                                     | 39                                     | uit                                    |

### NederlandseSingle Top 100
| Hitnotering: 25-07-2015 t/m 16-04-2016 | Hitnotering: 25-07-2015 t/m 16-04-2016 | Hitnotering: 25-07-2015 t/m 16-04-2016 | Hitnotering: 25-07-2015 t/m 16-04-2016 | Hitnotering: 25-07-2015 t/m 16-04-2016 | Hitnotering: 25-07-2015 t/m 16-04-2016 | Hitnotering: 25-07-2015 t/m 16-04-2016 | Hitnotering: 25-07-2015 t/m 16-04-2016 | Hitnotering: 25-07-2015 t/m 16-04-2016 | Hitnotering: 25-07-2015 t/m 16-04-2016 | Hitnotering: 25-07-2015 t/m 16-04-2016 | Hitnotering: 25-07-2015 t/m 16-04-2016 | Hitnotering: 25-07-2015 t/m 16-04-2016 | Hitnotering: 25-07-2015 t/m 16-04-2016 | Hitnotering: 25-07-2015 t/m 16-04-2016 | Hitnotering: 25-07-2015 t/m 16-04-2016 | Hitnotering: 25-07-2015 t/m 16-04-2016 | Hitnotering: 25-07-2015 t/m 16-04-2016 | Hitnotering: 25-07-2015 t/m 16-04-2016 | Hitnotering: 25-07-2015 t/m 16-04-2016 | Hitnotering: 25-07-2015 t/m 16-04-2016 |
| Week:                                  | 1                                      | 2                                      | 3                                      | 4                                      | 5                                      | 6                                      | 7                                      | 8                                      | 9                                      | 10                                     | 11                                     | 12                                     | 13                                     | 14                                     | 15                                     | 16                                     | 17                                     | 18                                     | 19                                     | 20                                     |
| -------------------------------------- | -------------------------------------- | -------------------------------------- | -------------------------------------- | -------------------------------------- | -------------------------------------- | -------------------------------------- | -------------------------------------- | -------------------------------------- | -------------------------------------- | -------------------------------------- | -------------------------------------- | -------------------------------------- | -------------------------------------- | -------------------------------------- | -------------------------------------- | -------------------------------------- | -------------------------------------- | -------------------------------------- | -------------------------------------- | -------------------------------------- |
| Positie:                               | 49                                     | 23                                     | 16                                     | 8                                      | 3                                      | 2                                      | 2                                      | 2                                      | 2                                      | 2                                      | 2                                      | 4                                      | 5                                      | 5                                      | 10                                     | 11                                     | 12                                     | 14                                     | 17                                     | 15                                     |
| Week:                                  | 21                                     | 22                                     | 23                                     | 24                                     | 25                                     | 26                                     | 27                                     | 28                                     | 29                                     | 30                                     | 31                                     | 32                                     | 33                                     | 34                                     | 35                                     | 36                                     | 37                                     | 38                                     | 39                                     |                                        |
| Positie:                               | 18                                     | 24                                     | 24                                     | 23                                     | 22                                     | 29                                     | 30                                     | 38                                     | 41                                     | 48                                     | 65                                     | 64                                     | 67                                     | 74                                     | 77                                     | 77                                     | 73                                     | 85                                     | 100                                    | uit                                    |

### 3FM Mega Top 50
| Hitnotering: 25-07-2015 t/m 30-01-2016 | Hitnotering: 25-07-2015 t/m 30-01-2016 | Hitnotering: 25-07-2015 t/m 30-01-2016 | Hitnotering: 25-07-2015 t/m 30-01-2016 | Hitnotering: 25-07-2015 t/m 30-01-2016 | Hitnotering: 25-07-2015 t/m 30-01-2016 | Hitnotering: 25-07-2015 t/m 30-01-2016 | Hitnotering: 25-07-2015 t/m 30-01-2016 | Hitnotering: 25-07-2015 t/m 30-01-2016 | Hitnotering: 25-07-2015 t/m 30-01-2016 | Hitnotering: 25-07-2015 t/m 30-01-2016 | Hitnotering: 25-07-2015 t/m 30-01-2016 | Hitnotering: 25-07-2015 t/m 30-01-2016 | Hitnotering: 25-07-2015 t/m 30-01-2016 | Hitnotering: 25-07-2015 t/m 30-01-2016 | Hitnotering: 25-07-2015 t/m 30-01-2016 | Hitnotering: 25-07-2015 t/m 30-01-2016 | Hitnotering: 25-07-2015 t/m 30-01-2016 | Hitnotering: 25-07-2015 t/m 30-01-2016 | Hitnotering: 25-07-2015 t/m 30-01-2016 | Hitnotering: 25-07-2015 t/m 30-01-2016 | Hitnotering: 25-07-2015 t/m 30-01-2016 | Hitnotering: 25-07-2015 t/m 30-01-2016 | Hitnotering: 25-07-2015 t/m 30-01-2016 | Hitnotering: 25-07-2015 t/m 30-01-2016 | Hitnotering: 25-07-2015 t/m 30-01-2016 | Hitnotering: 25-07-2015 t/m 30-01-2016 | Hitnotering: 25-07-2015 t/m 30-01-2016 | Hitnotering: 25-07-2015 t/m 30-01-2016 | Hitnotering: 25-07-2015 t/m 30-01-2016 |
| Week:                                  | 1                                      | 2                                      | 3                                      | 4                                      | 5                                      | 6                                      | 7                                      | 8                                      | 9                                      | 10                                     | 11                                     | 12                                     | 13                                     | 14                                     | 15                                     | 16                                     | 17                                     | 18                                     | 19                                     | 20                                     | 21                                     | 22                                     | 23                                     | 24                                     | 25                                     | 26                                     | 27                                     | 28                                     |                                        |
| -------------------------------------- | -------------------------------------- | -------------------------------------- | -------------------------------------- | -------------------------------------- | -------------------------------------- | -------------------------------------- | -------------------------------------- | -------------------------------------- | -------------------------------------- | -------------------------------------- | -------------------------------------- | -------------------------------------- | -------------------------------------- | -------------------------------------- | -------------------------------------- | -------------------------------------- | -------------------------------------- | -------------------------------------- | -------------------------------------- | -------------------------------------- | -------------------------------------- | -------------------------------------- | -------------------------------------- | -------------------------------------- | -------------------------------------- | -------------------------------------- | -------------------------------------- | -------------------------------------- | -------------------------------------- |
| Positie:                               | 46                                     | 29                                     | 13                                     | 9                                      | 6                                      | 1                                      | 1                                      | 2                                      | 2                                      | 2                                      | 2                                      | 2                                      | 2                                      | 3                                      | 7                                      | 9                                      | 11                                     | 14                                     | 18                                     | 20                                     | 23                                     | 24                                     | 32                                     | 32                                     | 32                                     | 34                                     | 37                                     | 44                                     | uit                                    |